# Meatballs
Meatballs (alternatieve titel Summer Camp) is een Canadese filmkomedie uit 1979, geregisseerd door Ivan Reitman. Het is de eerste film waarin komiek Bill Murray de hoofdrol vertolkte, alsmede het filmdebuut van kindster Chris Makepeace. De film betekende tevens Reitmans doorbraak als regisseur. 

## Verhaal
Centraal in de film staat Tripper Harrison, hoofdbegeleider in het zomerkamp Camp North Star die zijn taak om toezicht te houden op de andere begeleiders echter allesbehalve serieus neemt. Hij haalt samen met hen graag practical jokes uit met kampdirecteur Morty Melnick. Zo halen ze Melnick vaak midden in de nacht uit zijn bed en leggen hem, terwijl hij gewoon doorslaapt, op ongebruikelijke plaatsen zoals in een boom of langs de kant van een weg.
Hij ontfermt zich tijdens het kamp van dit jaar over Rudy Gerner, een eenzame jongen die geen aansluiting vindt bij zijn leeftijdsgenoten. Tripper helpt Rudy meer zelfvertrouwen te krijgen, terwijl Rudy Tripper aanspoort om Roxanne, een vrouwelijke begeleider op wie Tripper al geruime tijd een oogje heeft, eindelijk de liefde te verklaren.
Behalve de vriendschap tussen Tripper en Rudy, staat ook de rivaliteit tussen Camp North Star en het nabijgelegen Camp Mohawk centraal. Jaarlijks wordt een sportwedstrijd gehouden tussen beide kampen, waarin Mohawk echter steevast alle onderdelen domineert, vaak door vals te spelen. Dit jaar weet North Star echter onverwacht terug te slaan. Op de derde dag van de wedstrijden staat de score tussen beide kampen gelijk, waarna Rudy zijn kamp de overwinning bezorgt door de veldloop te winnen.

## Rolverdeling
| Acteur          | Personage                |
| --------------- | ------------------------ |
| Bill Murray     | Tripper Harrison         |
| Chris Makepeace | Rudy Gerner              |
| Kate Lynch      | Roxanne                  |
| Harvey Atkin    | Morty Melnick            |
| Russ Banham     | Bobby Crockett           |
| Sarah Torgov    | Candace                  |
| Jack Blum       | "Spaz"                   |
| Keith Knight    | Larry "Fink" Finkelstein |
| Matt Craven     | "Hardware" Renzetti      |
| Margot Pinvidic | Jackie                   |
| Todd Hoffman    | "Wheels"                 |
| Kristine DeBell | A.L.                     |
| Cindy Girling   | Wendy                    |
| Elmars Sebrins  | Spaz's vader             |

## Achtergrond

### Productie
De film is grotendeels opgenomen op zomerkamp Camp White Pine, en andere locaties rondom Haliburton, Ontario. Dit kamp was tijdens de productie van de film gewoon open, waardoor veel kinderen en personeelsleden als figuranten meespeelden in de film.
Bill Murray kon vanwege zijn werk voor Saturday Night Live pas op het laatste moment nog de rol van Tripper accepteren. Trippers kleding in de film, een Hawaïshirt en een rode korte broek, waren Murrays eigen kleren waarin hij op de eerste opnamedag op de set verscheen.

### Vervolgen
Meatballs kreeg in totaal drie vervolgen: Meatballs Part II (1984), Meatballs III: Summer Job (1986) en Meatballs 4 (1992). 
Ivan Reitman en Bill Murray waren niet betrokken bij de productie van deze films. Van de drie films, heeft alleen Meatballs III connecties met de eerste film via het personage Rudy Gerner. De overige twee films zijn op zichzelf staande verhalen. Ook bevatten de vervolgen een ander soort humor, meer in de stijl van destijds populaire tienerkomedies zoals Porky's (1982) en Revenge of the Nerds (1984).  Geen van de vervolgen kon het succes van de eerste film evenaren.

## Soundtrack

### Singles
- Makin' It (door David Naughton)  / Still Makin' It (instrumentaal) -- RSO 916—1979
- Good Friend (door Mary MacGregor)  / Rudy and Tripper  -- RSO 938—1979

### Album
Meatballs RSO 1-3056 
Kant 1
1. "Are You Ready for the Summer" – North Star Camp kinderkoor
2. "Rudy and Tripper" (instrumentaal)
3. "Makin' It" – David Naughton
4. "Moondust" – Terry Black
5. "C.I.T. Song" – Original Cast

Kant twee
1. "Good Friend" – Mary MacGregor
2. "Olympiad" (instrumentaal)
3. "Meatballs" – Rick Dees
4. "Rudy Wins the Race" (instrumentaal)
5. "Moondust (Reprise)" – Terry Black
6. "Are You Ready for the Summer (Reprise)" – North Star Camp kinderkoor

## Prijzen en nominaties
Meatballs won in 1980 twee Genie Awards, en werd voor nog zes andere categorieën genomineerd.
Gewonnen
- Beste actrice in een hoofdrol - Kate Lynch
- Beste scenario

Genomineerd
- Beste film
- 2 x Beste acteur in een bijrol - Chris Makepeace & Harvey Atkin
- Beste buitenlandse acteur - Bill Murray
- Beste montage
- Beste geluid.

Hetzelfde jaar won de film ook een Golden Reel Award.